# Сатирна драма
Сатирна драма (на старогръцки: δράμα σατυρικόν, σάτυροι) е жанр в древногръцкия театър, който запазва структурата и характера на трагедията, но действието протича в рустикална обстановка и носи оптимистична атмосфера, подобно на съвременната трагикомедия. Героите са митични персонажи, които се изпълняват от актьори, но хорът е съставен от сатири, а действието изобилства от престорено пиянство, натрапчива сексуалност (включително реквизитни фалоси), смешки и други сатирични прийоми.

## История

### Произход
Според легендата сатири са участвали в изпълнението на дитирамбите на поета Арион Метимнейски още около 600 г. пр.н.е. Сатиричният хор произхожда от Пелопонес, като сатирите надявали козя кожа (в останалата част от костюма си по-скоро наподобявали кентаври). Сатиричната възхвала в Древна Атина се отнася към времето на тиранията на Пизистрат, който учредява празника на Големите Дионисии. На тях се провеждат театрални състезания в театъра на Дионис между трима драматични поети, като всеки трябва да представи една трилогия (три трагедии, свързани сюжетно) и една сатирна драма. Според други родината на сатиричния хор е именно Атина, а хороводните танци, изпълнявани от тях, са остатък от ритуално действие, когато хората са чествали празника на Дионис, приемайки образа на посветения на него козел. Според Виламовитц (Ulrich von Wilamowitz-Moellendorff) сатирите са въведени специално, за да развеселяват и забавляват публиката и нямат нищо общо с култа. Във всеки случай, сатиричният хор е неотменна част от празника на Дионис и обуславя развитието на култовата и след това художествена драма.
Легендите за Дионис са комбинации от идеи за страдание и радост, смърт и живот. Тази двойственост на характера на божеството се отразява в ежедневието на фестивала: изпълнителите на ритуалния акт – сатирите – ту изпълняват страстни песни, изпълнени с веселие, ту са готови да заплачат. С постепенното развитие на ритуалните форми, забавните и сериозни моменти се разпределят между сатирната драма и трагедията: първите запазват името и маските на култовите изпълнители на древната възхвала.
Според Махафи (John Pentland Mahaffy) в началната си фаза на развитие сатирната драма е селска и весела форма на възхвала, изпълнявана от по-низшите слоеве на населението, а хорът е имитирал игрите на сатирите, докато трагедията е възникнала от сериозната възхвала. Когато сатирната драма започва да прославя други богове и герои освен Дионис, тя се свързва с атинската сцена и става модерна. Първоначално сатирната драма се изпълнява от хор, без актьори. За разлика от трагедията, в нея се забелязва употребата на оркестров съпровод. От времето на Теспис развитието ѝ върви ръка за ръка с трагедията, а новостите в областта на трагедията се прехвърлят и в сатирната драма.

### Упадък
Задължението да забавляваш, но без пълната свобода за използване на шеги и тесният кръг от сюжети забавят еволюцията на сатирната драма. Нейният успех през V век пр.н.е. се обяснява само с високия талант на поетите, създали художествените драми. Възраждане на сатирната драма се забелязва при Софокъл, който в някои драми вместо сатири поставя обикновени смъртни (в драмата „Овчарите“ хорът е от овчари). И накрая, упадъкът на сатирната драма е улеснен от успеха на комедията, която започва да забавлява атинския зрител от осемдесетте години на V век пр.н.е. До края на IV век пр.н.е. сатирната драма напълно излиза от мода, което обяснява, наред с други неща, загубата на многобройните ѝ образци, създадени през VI и V век пр.н.е.

## Автори
За първи представител на известната в историята на гръцката литература сатирна драма се счита Пратин от Флиунт (дориец), автор на 32 сатирни драми. Според легендата той пренася сатиричните хорове от Коринт в Атина. Въпреки факта, че дорийският диалект на хоровете не е бил добре разбиран от атиняните и образът на сатирите е бил чужд на тяхната митология, нововъведението бързо довело до култ към Дионис. По това време сатирната драма става необходима част от драматичното изкуство и е включена в програмата на Дионисиевите празници (Големите Дионисии). Сатирната драма достига своя апогей при Есхил. Преди него сатирната драма, завършваща тетралогията, можела да бъде свързана със сюжета на предходните трагедии. След Есхил независимостта на сатирната драма става нещо обичайно. Софокъл и Еврипид също пишат сатирни драми. Някои критици също считат „Алкестида“ и „Орест“, двете пиеси на Еврипид, които са достигнали до нас, за вид драма. През IV век пр.н.е. и по-късно настъпва упадък на сатирната драма.

### Циклоп
Единствената оцеляла изцяло сатирна драма от класическия период (V в. пр. н.е.) е „Циклоп“ на Еврипид, чието съдържание се основава изцяло на IX песен на „Одисея“, с изключение на това, че авторът въвежда Силен и сатирите. Действието се развива в Сицилия, на морския бряг и започва с това, как Силен, който е бил поробен заето със сатирите от циклопите, с тъга си спомня времето, когато е бил слуга на Дионис. Междувременно на сцената излиза хор от сатири в темата за бързия и комичен танц и изразява съчувствието си към Силен в наивно забавна пасторална песен. Кораб се приближава до брега и от него слизат Одисей и неговите другари; създава се разговор между сатирите и пристигащите. Появява се гигантът Полифем, който мисли новодошлите за крадци. Одисей с достойнство убеждава Полифем, че той не е разбойник, а гост и моли за покровителство. Полифем отговаря, че за него няма закони, няма страх и че дарбата на гостоприемството на Одисей ще бъде огън и казан, в който ще се готви месото му. Одисей се обръща към боговете с молитва за помощ и влиза с Полифем в пещерата. В следващата част сатирите възпяват циклопа и изразяват желанието си да напуснат негостоприемния бряг възможно най-скоро. Малко след това Одисей се измъква от пещерата и разказва с ужас как кръвожадният Полифем погълнал двама от другарите му и как успял да даде питие на Циклопа. Хорът изразява съчувствие към Одисей, който планира да избоде окото на чудовището по време на съня му и обявява на Полифем името си – Никой. С помощта на другарите си Одисей пробожда единственото око на Циклопа. Стоновете и оплакванията на ослепения великан, яростта му от вестта за спасението на Одисей, последният диалог между тях и готовността на сатирите да отплават с Одисей – всичко това представлява последната сцена на „Циклоп“.
От една страна, тази сатирна драма представя сатирите – истински деца на природата, груби, страхливи, чувствени, безхаберни, наивно-безсрамни, яростни и весели, живеещи в лоното на природата; те са представители на грубата животинска природа, също като Полифем. За разлика от тях, Одисей действа като представител на героичното и културно начало. Той се държи като герой на трагедия, без да потъпква достойнството си, без да изпада в вулгарен или твърде тържествен тон. Този контраст и посланията към публиката за пряко забавление обуславят значението на сатирната драма като безобидна шега въз основа на митичен сюжет.

## Описание
Сатирната драма забавлявала и развличала, като била изход от тягостното и сериозно настроение, предизвикано у публиката от предходните трагедии. Репертоарът на сатиричните роли не бил особено голям, което между другото обяснява сравнително малкото участие на сатиричната драма в програмите на дионисиевите фестивали и постепенното ѝ изчезване от сцената към края на IV в. пр. Н. е.
Темите първоначално са взети от легендите за Дионис и са свързани с възприемането на виното сред хората и въздействието му върху неопитните му почитатели („Ликург“ на Есхил). По-късно са избирани митове с елементи от животинското, смешното, приказното и чудотворното, особено популярни са образите на лакомия простодушен, чувствен и груб Херкулес, хитрия Автолик, куция Хефест, свирепите Антей и Бусирис, разбойника Скирон. Понякога трагичното и сериозното в митовете се преобразява в забавни неща (Алкмеон, Амфиарай, Атамант, Телеф), но в същото време поетите е трябвало да се съобразяват с вярванията и вкусовете на обществото и да не излизат извън границите на разрешеното. Като цяло, сатирната драма е трябвало да отговаря на следните изисквания, изложени от Хораций в „Ars poetica“: тя била длъжна (сатирната драма) внимателно да подбира изрази, така че героите, подобно на вярна матрона, изпълняващи публично религиозен танц, да не накърняват достойнството си, а речта на сатирите да съответства на пастирския им характер; с други думи, езикът ѝ трябвало да бъде кръстоска между езика на комедията и този на трагедията. Задачата на сатирната драма била не да пародира, а да разсмива, показвайки смешно-неприличното, наивно забранено на фона на сериозното и героичното и издържайки на тона на наивната измислица и идилична простота.

### Участници
Танцът на сатирите наподобявал ритмични скокове, понякога с непристоен характер; темпът на танца бил бърз, а освен това сатирите допълвали движенията с жестове и гримаси, с цел да разсмеят публиката (рисуването върху вази представя материал, илюстриращ сатирната драма, както от сюжетите, така и от външната среда). Броят на участниците в хора в сатирната драма бил 12 – 15. Той бил с четириъгълна структура. Сатирите били облечени в кози кожи и имали фалоси отпред и опашка (конска) отзад, както може да се заключи от рисунките върху вазите.

### Стихове
Жизнеността на действието съответствала на размера на стиха – трохаичен тетраметър, според свидетелството на Аристотел първоначално използван в сатирната поезия. Хоровите размери обикновено били по-свободни и по-прости, отколкото в трагедията; хоровите части не били строфични. В диалози, изнасяни от сатири, била разрешена свобода както на стила, така и на размера: замяната на ямба с цикличен анапест се срещала например във всички стъпки, с изключение на последната. Напротив, героичните части били строго издържани в стилистично и метрично отношение, според правилата на трагичната форма.

## Сатирна драма, трагедия и комедия
Според сведенията на Аристотел трагедията води началото си от дитирамба. Вероятно трагедията се развива и от сатирната драма чрез разширяване на сюжета и замяна на стила на комичното със сериозен и тържествен.
В сравнение с трагедията, сатирната драма била по-консервативна, както показва архаичният характер на нейния стил и имала по-малко жизненоважни елементи, които биха могли да осигурят свободното ѝ развитие. Въпреки че съставните елементи на трагедията и сатирната драма били еднакви, вторият винаги изглеждал недоразвит в сравнение с първия. Това е видно както от разглеждането на метричните свойства на двете драматични форми, така и от факта, че в сравнение с трагедията обемът на сатирната драма бил по-малък и драматичният конфликт по-прост. Особено трудно за поета било да предаде художествена комбинация от елементи, които са и сериозни и смешни, и да поддържа тон, среден между трагедия и комедия.
От друга страна, развитието на атическата комедия, която малко по-късно заела своето място наред с трагедията и дитирамба, също е произлязла, както ни съобщава Аристотел, от фалическите шествия и от песните и закачките, които ги придружавали.